# Blantire (distrito)
Blantire (Blantyre) é um distrito do Maláui localizado na Região Sul. Sua capital é a cidade de Blantire.